# John Gadret
John Gadret (Épernay, Francia, 22 de abril de 1979) es un ciclista francés que compitió por el equipo Movistar Team antes de su retiro. Era un profesional también en ciclocrós, donde ha sido dos veces campeón de Francia (2004 y 2006)
Debutó como profesional en la temporada 2004 en las filas del equipo belga Chocolade Jacques-Wincor-Nixdorf.
Su actuación más destacada como profesional fue en el Giro de Italia 2011, donde ganó la 11.ª etapa con meta en Castelfidardo, donde se impuso a Joaquim Rodríguez y Giovanni Visconti, merced a un seco ataque en el último kilómetro. Además, finalizó 3º en la clasificación general, su mejor puesto en una gran vuelta por etapas.

## Palmarés

### Ciclocrós
| 2002 (como amateur) - 3.º en el Campeonato de Francia 2003 - 2.º en el Campeonato de Francia - Lanarvily - Authée-sur-Cher Cyclocross 2004 - Campeonato de Francia - Vossem - Châteaubernard - Sedan 2005 - 2.º en el Campeonato de Francia - Val Joly - Châteaubernard 2006 - Campeonato de Francia | 2007 - 2.º en el Campeonato de Francia 2008 - 2.º en el Campeonato de Francia 2011 - 2.º en el Campeonato de Francia 2012 - Pétange 2013 - 3.º en el Campeonato de Francia 2016 - 3.º en el Campeonato de Francia 2017 - 3.º en el Campeonato de Francia |

### Carretera
2007
- GP Kanton Aargau
- Tour de l'Ain, más 1 etapa

2008
- 1 etapa del Tour de l'Ain

2011
- 3.º en el Giro de Italia, más 1 etapa

## Resultados en Grandes Vueltas y Campeonatos del Mundo
Durante su carrera deportiva consiguió los siguientes puestos en las Grandes Vueltas y en los Campeonatos del Mundo en carretera:
| Carrera         | Carrera         | 2004 | 2005 | 2006 | 2007 | 2008 | 2009 | 2010 | 2011 | 2012 | 2013 | 2014 | 2015 |
| --------------- | --------------- | ---- | ---- | ---- | ---- | ---- | ---- | ---- | ---- | ---- | ---- | ---- | ---- |
|                 | Giro de Italia  | Ab.  | —    | Ab.  | —    | —    | —    | 13.º | 3.º  | 11.º | —    | —    | —    |
|                 | Tour de Francia | —    | —    | —    | 54.º | Ab.  | —    | 18.º | Ab.  | —    | 22.º | 19.º | —    |
|                 | Vuelta a España | —    | —    | —    | —    | 18.º | Ab.  | —    | —    | Ab.  | —    | —    | —    |
| Mundial en Ruta | Mundial en Ruta | —    | —    | —    | —    | 46.º | —    | —    | —    | —    | —    | —    | —    |

—: no participa

Ab.: abandono

## Equipos
- Cofidis (2003)[2]
- Chocolade Jacques-Wincor-Nixdorf (2004)
- Jartazi-Revor (2005)
- Ag2r (2006-2013)
  - Ag2r Prévoyance (2006-2007)
  - Ag2r La Mondiale (2008-2013)
- Movistar Team (2014-2015)